# Гутник, Иосиф Михайлович
Иосиф Михайлович Гутник (1911—1984) — лейтенант Советской Армии, участник Великой Отечественной войны, Герой Советского Союза (1943).

## Биография
Гутник Иосиф Михайлович родился 3 апреля 1911 года в селе Грузское (ныне — Добропольский район Донецкой области Украины) в крестьянской семье. В 1933—1936 годах проходил службу в Рабоче-крестьянской Красной армии. В 1939 году окончил зоотехническую школу, после чего работал зоотехником. В 1941 году Гутник повторно был призван в армию. С июня того же года — на фронтах Великой Отечественной войны. К июлю 1943 года старший сержант Иосиф Гутник был старшиной роты 1172-го стрелкового полка 348-й стрелковой дивизии 63-й армии Брянского фронта. Отличился во время Курской битвы.
12 июля 1943 года в критический момент боя Гутник поднял в атаку за собой роту на штурм важной высоты. Штурм увенчался успехом: рота захватила в плен 19 солдат и офицеров противника, захватила в качестве трофеев четыре пулемёта. Когда из строя выбыл командир роты, его заменил собой Гутник. Под его руководством рота отбила все немецкие контратаки. 20 июля 1943 года в ходе боёв за деревню Семёново Залегощенского района Орловской области Гутник проник во вражеский тыл вместе с шестью бойцами и атаковал противника. В завязавшемся бою он был ранен, но продолжал сражаться, уничтожив самоходное орудие и около 20 солдат и офицеров противника.
Указом Президиума Верховного Совета СССР от 27 августа 1943 года за «образцовое выполнение боевых заданий командования на фронте борьбы с немецкими захватчиками и проявленные при этом мужество и героизм» старший сержант Иосиф Гутник был удостоен высокого звания Героя Советского Союза с вручением ордена Ленина и медали «Золотая Звезда» за номером 1260.
В 1947 году в звании лейтенанта Гутник был уволен в запас. Проживал в селе Завидо-Кудашево Добропольского района Донецкой области, работал экспедитором птицефабрики. В 1970 году вышел на пенсию. Умер 30 января 1984 года.
Был также награждён орденом Красного Знамени и рядом медалей.